# Matthis Lebel
Pour les articles homonymes, voir Lebel.

a Compétitions nationales et continentales officielles uniquement.

b Matchs officiels uniquement.
Dernière mise à jour le 29 mai 2024.
Matthis Lebel, né le 25 mars 1999 à Toulouse, est un joueur international français de rugby à XV jouant au poste d'arrière ou d'ailier au Stade toulousain.
En club, Il remporte la Coupe d'Europe en 2021 et 2024 avec le Stade toulousain. Il est également champion de France à cinq reprises : en 2019, 2021, 2023, 2024 et 2025. En sélection, il remporte le Tournoi des Six Nations en 2022 avec l'équipe de France, réalisant le Grand Chelem. 

## Biographie

### Jeunesse et formation
Matthis Lebel est le fils de Mickaël Lebel, ancien troisième ligne du FC Auch et capitaine emblématique du Lombez Samatan club dans les années 1990. Il commence naturellement le rugby dans ce club avant de rejoindre le Stade toulousain en minimes.
Avec la sélection française des moins de 18 ans, Lebel dispute le championnat d'Europe en 2017, avec laquelle il remporte le titre de champion au terme de la finale remportée contre la Géorgie au stade de Penvillers de Quimper,.
En 2018, il connaît sa première sélection en équipe de France des moins de 20 ans.

### Débuts professionnels (2018-2020)
Le 23 septembre 2018, il joue son premier match avec l'équipe professionnelle du Stade toulousain en étant titularisé à l'arrière contre le Montpellier Hérault rugby. Lors de son deuxième match, le 23 décembre 2018, il est titulaire à l'aile et inscrit son premier essai au niveau professionnel contre l'ASM Clermont Auvergne. Pour sa troisième titularisation en Top 14, le 27 janvier 2019, il inscrit un nouvel essai face au FC Grenoble. Le Stade toulousain remporte le match 29 à 16 et prend la tête du championnat. Il marque un nouvel essai contre le Stade français le 3 mars 2019. Le Stade toulousain remporte le Top 14 à la fin de la saison, Lebel aura participé à 7 rencontres pour 3 essais marqués.
Le 1er février 2020, il participe à la première édition du Supersevens avec le Stade toulousain. Il est titulaire pour les 3 matchs et inscrit 1 essai.

### Confirmation et débuts internationaux (depuis 2020)

#### Champion d'Europe et de France en 2021

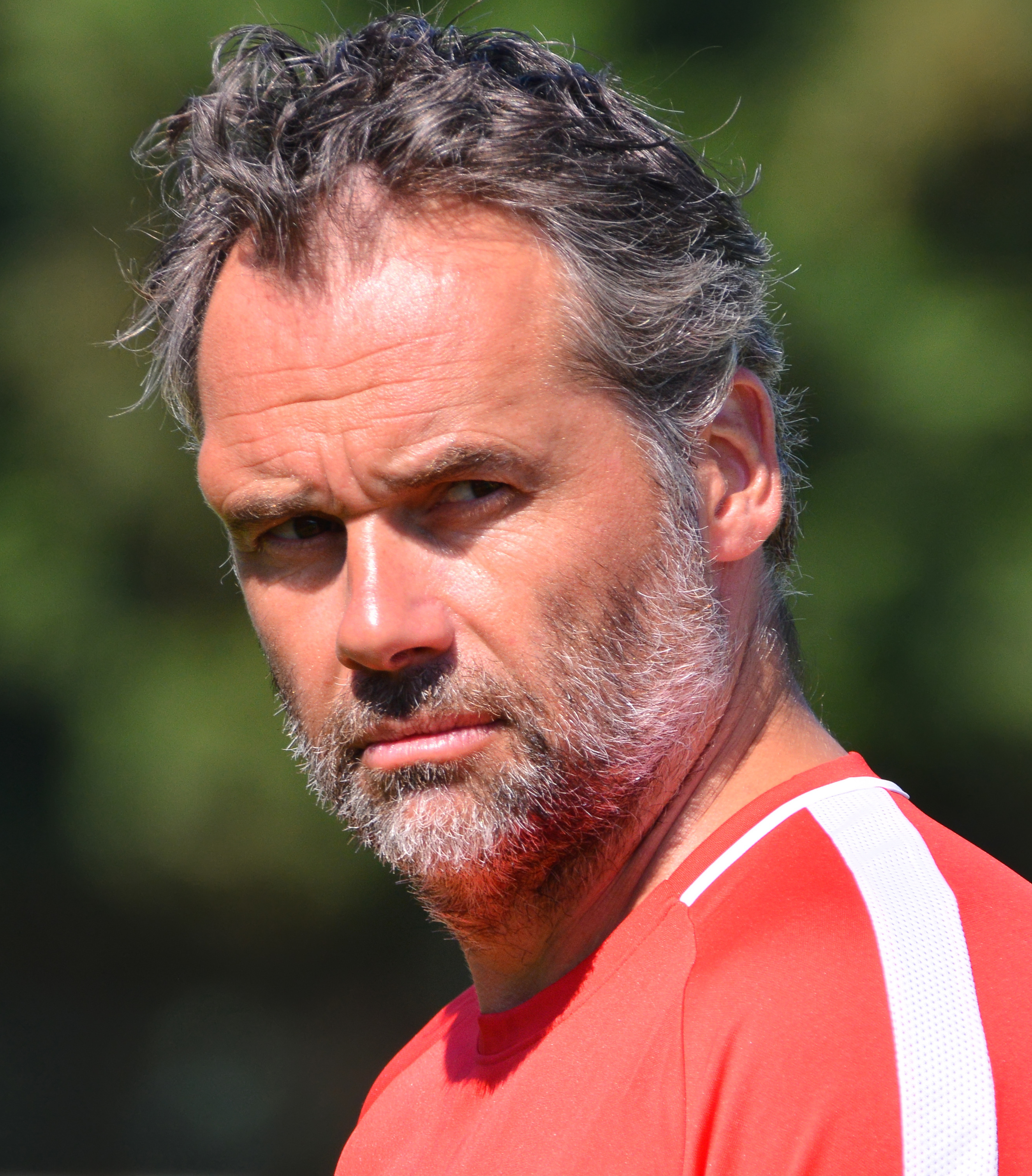
Ugo Mola, ici en 2018, est l'entraîneur de Matthis Lebel depuis ses débuts professionnels en 2018.

Lors de la saison 2020-2021, Lebel profite de la grave blessure d'Arthur Bonneval ainsi que celles, moins graves, de Yoann Huget et Cheslin Kolbe pour démarrer la saison en tant que titulaire. Il joue ses premiers matchs européens à l'occasion des phases finales de la coupe d'Europe 2019-2020, jouées en septembre 2020 à la suite de la suspension de la compétition à cause de la pandémie de Covid-19. Il inscrit son premier essai comme professionnel contre Exeter en demi-finale. En novembre 2020, après cinq essais lors des sept premières journées de championnat, il prolonge avec le Stade toulousain jusqu'en 2023 avec une année supplémentaire en option. Deux semaines après, il est retenu dans le groupe de 31 joueurs de l'équipe de France de rugby à XV par Fabien Galthié pour préparer le match de Coupe d'automne des nations contre l'Italie. Il n'est finalement pas sélectionné dans un groupe marqué par l'absence des habituels titulaires, limités à trois matchs internationaux lors du rassemblement d'automne 2020, qui inclut également un match en retard du Tournoi des Six Nations 2020 et un match de préparation. À la mi-saison, il a déjà pris part à 12 matchs toutes compétitions confondues, dont 11 titularisations pour six essais, faisant ainsi partie des meilleurs marqueurs du Top 14. Lebel attaque les matchs de la phase retour en trombe avec cinq essais en deux matchs dont son premier triplé en Top 14 contre Agen.
Cette saison, son club réalise un sans faute en Coupe d'Europe, en éliminant le Munster, Clermont puis l'UBB, avant d'affronter le Stade rochelais en finale. Face aux Rochelais, Matthis Lebel est titulaire au poste d'ailier aux côtés de Cheslin Kolbe et joue toute la rencontre. Les Toulousains s'imposent 22 à 17 et remportent leur cinquième titre dans la compétition,. En Top 14, il joue 23 matchs cette saison dont la demi-finale gagnée face à l'UBB et la finale face au Stade rochelais, pour le seconde fois de la saison. En finale, il encore une foi titulaire. Toulouse s'impose une fois de plus, sur le score de 18 à 8 et Matthis Lebel remporte son deuxième titre de la saison, le troisième de sa carrière.

#### Champion de France en 2023
Matthis Lebel joue toute la saison 2022-2023 en tant que titulaire au poste d'ailier, malgré la concurrence d'Arthur Retière, Juan Cruz Mallía, Lucas Tauzin, Dimitri Delibes voire Nelson Épée. En novembre 2022, il est appelé en équipe de France pour la tournée d'automne,. Il ne joue qu'un match, face à l'Australie, lorsqu'il entre en jeu en seconde période à la place de Gaël Fickou. Deux mois plus tard, il est de nouveau sélectionné avec les Bleus, cette fois pour participer au Tournoi des Six Nations 2023,. Il ne joue cependant aucun match dans cette compétition. Avec son club, il se qualifie jusqu'en demi-finale de la Champions Cup, avant d'être éliminé une fois de plus aux portes de la finale par le Leinster, une défaite 41 à 22,. Toutefois, en championnat, les Toulousains terminent à la première place de la saison régulière, se qualifiant donc en demi-finale où ils battent largement le Racing 92 sur le score de 41 à 14 et retrouvent donc le Stade rochelais en finale, comme en 2021,. En finale, il est titulaire à l'aile en compagnie de Retière et joue toute la rencontre. Dans un match très serré, Toulouse s'impose en fin de match et l'emporte 29 à 26,. Matthis Lebel remporte donc le Bouclier de Brennus pour la troisième fois de sa carrière. Après cette victoire, il prolonge son contrat avec son club formateur jusqu'en 2026.
À l'issue de cette saison, il n'est pas convoqué dans le premier groupe de 42 joueurs pour préparer la Coupe du monde 2023. Devancé en fin de saison par Louis Bielle-Biarrey et Ethan Dumortier, il est l'un des principaux absents de cette liste.

#### Champion d'Europe en 2024
Le 25 mai 2024, il est titulaire avec le Stade toulousain en finale de la Champions Cup au Tottenham Hotspur Stadium de Londres face au Leinster. Les Toulousains s'imposent 31 à 22 après les prolongations face aux irlandais et remportent ainsi le 6e titre de champions d'Europe du club.

## Vie privée
Matthis Lebel, amateur de cuisine et de gastronomie, est associé dans le bar restaurant Les Fines Gueules à Toulouse, dans le quartier des Carmes,.
Par la suite, lui et son frère Melvyn ouvrent une charcuterie située au marché Victor-Hugo, au cœur du centre-ville toulousain, la charcuterie traiteur Lebel.

## Statistiques

### En club
| Saison                 | Club                   | Championnat | Championnat | Championnat | Coupe d'Europe | Coupe d'Europe | Coupe d'Europe |
| Saison                 | Club                   | Compétition | Matchs      | Essais      | Compétition    | Matchs         | Essais         |
| ---------------------- | ---------------------- | ----------- | ----------- | ----------- | -------------- | -------------- | -------------- |
| 2018-2019              | Stade toulousain       | Top 14      | 7           | 3           | Coupe d'Europe | -              | -              |
| 2019-2020              | Stade toulousain       | Top 14      | 9           | 4           | Coupe d'Europe | 2              | 1              |
| 2020-2021              | Stade toulousain       | Top 14      | 23          | 13          | Coupe d'Europe | 5              | 2              |
| 2021-2022              | Stade toulousain       | Top 14      | 19          | 6           | Coupe d'Europe | 6              | 2              |
| 2022-2023              | Stade toulousain       | Top 14      | 22          | 8           | Champions Cup  | 6              | 2              |
| 2023-2024              | Stade toulousain       | Top 14      | 17          | 10          | Champions Cup  | 8              | 6              |
| Total Stade toulousain | Total Stade toulousain | Top 14      | 97          | 44          | Coupe d'Europe | 27             | 13             |

### Internationales

#### Équipe de France des moins de 20 ans
Matthis Lebel dispute 14 matchs avec l'équipe de France des moins de 20 ans en deux saisons, prenant part à deux éditions du tournoi des Six Nations (2018 et 2019) et à deux éditions du championnat du monde junior (2018 et 2019). Il inscrit un total de deux essais, soit 10 points inscrits.

#### XV de France
Au 25 février 2024, Matthis Lebel compte six sélections en équipe de France, pour deux essais marqués, soit dix points.
| Année | Compétition | Matchs | Points | Essais |
| ----- | ----------- | ------ | ------ | ------ |
| 2021  | Test matchs | 1      | 0      | 0      |
| 2022  | Six Nations | 1      | 0      | 0      |
| 2022  | Test matchs | 3      | 10     | 2      |
| 2024  | Six Nations | 1      | -      | -      |
| Total | Total       | 6      | 10     | 2      |

| Adversaire     | Matchs joués | Victoires | Défaites | Nuls | Essais | Points | % de victoire |
| -------------- | ------------ | --------- | -------- | ---- | ------ | ------ | ------------- |
| Australie      | 1            | 1         | 0        | 0    | 0      | 0      | 100           |
| Géorgie        | 1            | 1         | 0        | 0    | 0      | 0      | 100           |
| Pays de Galles | 1            | 1         | 0        | 0    | 0      | 0      | 100           |
| Japon          | 2            | 2         | 0        | 0    | 2      | 10     | 100           |
| Italie         | 1            | 0         | 0        | 1    | 0      | 0      | 0             |
| Total          | 6            | 5         | 0        | 1    | 2      | 10     | 83.33         |

| Numéro | Date           | Lieu                  | Adversaire | Compétition | Résultat | Score |
| ------ | -------------- | --------------------- | ---------- | ----------- | -------- | ----- |
| 1      | 2 juillet 2022 | Stade Toyota, Toyota  | Japon      | Test match  | Victoire | 23-42 |
| 2      | 9 juillet 2022 | Stade national, Tokyo | Japon      | Test match  | Victoire | 15-20 |

## Palmarès

### En club
- Stade toulousain
  - Vainqueur du Championnat de France en 2019, 2021, 2023, 2024[N 1] et 2025
  - Vainqueur de la Coupe d'Europe en 2021 et 2024

### En sélection

#### Rugby à XV
- France -20
  - Vainqueur du Tournoi des Six Nations des moins de 20 ans en 2018
  - Vainqueur du Championnat du monde junior en 2018 et 2019

#### Rugby à sept
- France -18
  - Vainqueur du Tournoi à 7 de Dubaï en 2016[36].

##### Tournoi des Six Nations
| Édition          | Rang | Résultats France | Résultats Lebel | Matchs Lebel |
| ---------------- | ---- | ---------------- | --------------- | ------------ |
| Six Nations 2022 | 1    | 5 v, 0 n, 0 d    | 1 v, 0 n, 0 d   | 1/5          |
| Six Nations 2024 | 2    | 3 v, 1 n, 1 d    | 0 v, 1 n, 0 d   | 1/5          |

Légende : v = victoire ; n = match nul ; d = défaite ; la ligne est en gras quand il y a Grand Chelem.

### Distinctions personnelles
- Nuit du rugby : Plus bel essai du Championnat de France en 2020-2021.
- Meilleur marqueur d'essais de la Champions Cup en 2024 (6 essais).